# Акаджан-Махале
Акаджан-Махале (перс. اقاجان محله) — село в Ірані, у дегестані Хушабар, у Центральному бахші, шагрестані Резваншагр остану Ґілян. За даними перепису 2006 року, його населення становило 65 осіб, що проживали у складі 18 сімей.

## Клімат
Середня річна температура становить 13,64 °C, середня максимальна – 27,78 °C, а середня мінімальна – -0,34 °C. Середня річна кількість опадів – 660 мм.
| Клімат поселення                              | Клімат поселення | Клімат поселення | Клімат поселення | Клімат поселення | Клімат поселення | Клімат поселення | Клімат поселення | Клімат поселення | Клімат поселення | Клімат поселення | Клімат поселення | Клімат поселення | Клімат поселення |
| Показник                                      | Січ.             | Лют.             | Бер.             | Квіт.            | Трав.            | Черв.            | Лип.             | Серп.            | Вер.             | Жовт.            | Лист.            | Груд.            |                  |
| Середній максимум, °C                         | 11,48            | 11,04            | 12,15            | 16,72            | 20,46            | 26,06            | 27,78            | 27,63            | 22,78            | 20,02            | 15,64            | 11,97            |                  |
| Середня температура, °C                       | 5,79             | 5,35             | 6,46             | 11,03            | 14,78            | 20,37            | 23,48            | 23,31            | 18,48            | 15,71            | 11,33            | 7,66             |                  |
| Середній мінімум, °C                          | 0,11             | −0,34            | 0,77             | 5,35             | 9,08             | 14,69            | 19,17            | 19,00            | 14,15            | 11,39            | 7,02             | 3,35             |                  |
| Норма опадів, мм                              | 60               | 52               | 65               | 60               | 40               | 23               | 12               | 27               | 62               | 92               | 73               | 94               |                  |
| Середньомісячна швидкість вітру, м/с          | 2.20             | 2.40             | 2.40             | 2.40             | 2.20             | 2.30             | 2.52             | 2.31             | 1.96             | 2.02             | 1.98             | 1.98             |                  |
| Середньомісячна сонячна радіація, кДж/м²·день | 6944             | 9206             | 11383            | 15860            | 19863            | 22557            | 23628            | 19884            | 16249            | 11158            | 8590             | 6579             |                  |
| --------------------------------------------- | ---------------- | ---------------- | ---------------- | ---------------- | ---------------- | ---------------- | ---------------- | ---------------- | ---------------- | ---------------- | ---------------- | ---------------- | ---------------- |
| Джерело:                                      |                  |                  |                  |                  |                  |                  |                  |                  |                  |                  |                  |                  |                  |